# Delma tealei
Espèce
Delma tealei est une espèce de geckos de la famille des Pygopodidae.

## Répartition
Cette espèce est endémique d'Australie-Occidentale en Australie.

## Étymologie
Cette espèce est nommée en l'honneur de Roy Teale.

## Publication originale
- Maryan, Aplin & Adams, 2007 : Two new species of the Delma tincta group (Squamata: Pygopodidae) from northwestern Australia. Records of the Western Australian Museum, vol. 23, p. 273-305 (texte intégral).